# 陳妙德
陳妙德（1945年—2025年）香港人，保钓运动人士。同時他在柴灣康民街經營德匡製作公司，主要生產為設計印刷及政治廣告，而德匡製作及海昇科技公司同時擁有民間電台，陳同時也是民間電台董事長。

## 生平
1994年香港區議會選舉，曾以香港民主黨成員身份出選灣仔區議會修頓選區，挑戰建制婦女代表、前立法局議員林貝聿嘉，不過以大比數落敗。
1996年香港保钓行动委员会成立，陈妙德为创建人之一。当时，该会有会员100多人。这100多人租了30余条船，共同赴钓鱼岛，陈妙德回忆说“日本人的船都不知道怎么拦”。
1998年，香港保钓渔船“钓鱼台”号在钓鱼岛附近被撞沉的时候，陈妙德正在该船上，落水后获救。
2011年，世界华人保钓联盟成立，陈妙德任第一届副会长之一。
2012年内，陈妙德曾经6次随船出海，准备赴钓鱼岛，但都未能成功。
2012年8月12日，在世界华人保钓联盟及香港保钓行动委员会的组织下，启丰二号出海，保钓人士抱着尝试心理，所准备的食物也不够，结果船员成功登上钓鱼岛。世界华人保钓联盟副会长、香港保钓行动委员会主席陈妙德是此次出海的幕后策划者和组织者之一。